# Soulossois
El Soulossois fou una antiga comarca avui a França, a la Lorena.
Sota els romans estava centrada a Solimonems i formava el pagus Solimariacensis. El territori és esmentat al tractat de Meerssen del 8 d'agost del 870 com a pagus Solocense. Estava situat al sud-oest del que fou el comtat de Vaudemont, a Lorena i fgou administrat junt amb el comtat de Saintois (els territoris situats a l'est) fins que va passar a Lorena al segle xi. Del pagus de Saintois la meitat nord va quedar com a possessió ducal i la meitat sud va formar el comtat de Vaudemont. La major part del Soulossois va quedar també com a possessió ducal.
El nom no s'utilitza modernament.